# Лифа, Джамель
Джамель Лифа (фр. Djamel Lifa, родился 1 марта 1969, Экс-ан-Прованс, Франция) — французский профессиональный боксёр, призёр чемпионата Европы.